# Nagyvisnyó-Dédes megállóhely
Nagyvisnyó-Dédes megállóhely egy megszűnt Heves vármegyei megállóhely, melyet a MÁV üzemeltetett Nagyvisnyó településen.

## A megálló
A megálló a település belterületének határán, a Szilvás-patak és a Mihalovics-kőbánya között található. Közúti megközelítését az Eger és Kazincbarcika térségét összekötő 2506-os útból („Mónosbél–Vadna-főút”) kiágazó 25 312-es mellékút biztosítja. Az itteni szakaszon a 2009-es magyarországi vasútbezárások idején szűnt meg a forgalom.

## Vasútvonalak
2009-ig az Eger–Putnok-vasútvonal egyik megállóhelye volt. Egykor az erdőben kitermelt fa elszállítására épített, keskeny nyomtávú Nagyvisnyói Állami Erdei Vasútnak is az egyik végállomása volt.

## Kapcsolódó állomások
A megállóhelyhez az alábbi állomások vannak a legközelebb:
- Szilvásvárad vasútállomás
- Nekézseny megállóhely

A megállóhelytől Nekézseny felé indulva, kb. 1,1 kilométerre (a 420-as szelvényben) találhatóak a volt Bánvölgye-Táborok feltételes megállóhely peronjainak maradványai. A vonatok ezen a megállóhelyen csak előzetes bejelentés alapján álltak meg (a közeli, bánvölgyei táborokba történő csoportos utazások biztosítása miatt). A megállóhely a 2008/2009-es menetrendkönyvben nem szerepelt.